# Stictotarsus corvinus
Stictotarsus corvinus är en skalbaggsart som först beskrevs av Sharp 1887.  Stictotarsus corvinus ingår i släktet Stictotarsus och familjen dykare. Inga underarter finns listade i Catalogue of Life.